# 2. HMNL 2002./03.
Druga hrvatska malonogometna liga za sezonu 2002./03.

## Ljestvice

### Istok
| mj | klub                    | ut | pob | ner | por | gol+ | gol- | bod     |
| -- | ----------------------- | -- | --- | --- | --- | ---- | ---- | ------- |
| 1. | Argus (Slavonski Brod)  | 16 | 16  | 0   | 0   | 136  | 34   | 48      |
| 2. | Šilo (Osijek)           | 16 | 11  | 0   | 5   | 96   | 67   | 33      |
| 3. | Virovitica (Virovitica) | 16 | 9   | 0   | 7   | 80   | 69   | 27      |
| 4. | Halo 92 (Vinkovci)      | 16 | 7   | 3   | 6   | 68   | 22   | 24      |
| 5. | Unitas (Nova Gradiška)  | 16 | 7   | 0   | 9   | 64   | 73   | 21      |
| 6. | Đakovo (Đakovo)         | 16 | 7   | 1   | 8   | 76   | 76   | 20 (-2) |
| 7. | Požega 2000 (Požega)    | 16 | 4   | 3   | 9   | 70   | 108  | 15      |
| 8. | Sokol (Vinkovci)        | 16 | 5   | 2   | 9   | 69   | 81   | 13 (-4) |
| 9. | Tehničar (Požega)       | 16 | 1   | 1   | 14  | 58   | 129  | 4       |

### Zapad
| mj | klub                             | ut | pob | ner | por | gol+ | gol- | bod |
| -- | -------------------------------- | -- | --- | --- | --- | ---- | ---- | --- |
| 1. | Lika Šport (Gospić - Lički Osik) | 14 | 11  | 1   | 2   | 109  | 45   | 34  |
| 2. | Albona (Labin)                   | 14 | 11  | 0   | 3   | 110  | 57   | 33  |
| 3. | Potpićan 98 (Potpićan)           | 14 | 9   | 2   | 3   | 119  | 73   | 29  |
| 4. | Kastav (Kastav)                  | 14 | 7   | 1   | 6   | 68   | 62   | 22  |
| 5. | Rab (Rab)                        | 14 | 6   | 1   | 7   | 69   | 74   | 19  |
| 6. | Goranin (Delnice)                | 14 | 6   | 1   | 7   | 50   | 62   | 19  |
| 7. | Puls (Gospić)                    | 14 | 2   | 0   | 12  | 57   | 123  | 6   |
| 8. | Gornji Kraj (Crikvenica)         | 14 | 1   | 0   | 13  | 57   | 134  | 3   |

### Sjever
| mj | klub                         | ut | pob | ner | por | gol+ | gol- | bod |
| -- | ---------------------------- | -- | --- | --- | --- | ---- | ---- | --- |
| 1. | Renault Auto Krešo (Krapina) | 12 | 8   | 1   | 3   | 57   | 44   | 25  |
| 2. | Orkan-Zagreb II (Zagreb)     | 12 | 7   | 1   | 4   | 64   | 41   | 22  |
| 3. | Auto Lončar (Varaždin)       | 12 | 7   | 0   | 5   | 50   | 55   | 21  |
| 4. | Gorica (Velika Gorica)       | 12 | 6   | 1   | 5   | 62   | 49   | 19  |
| 5. | Petar Rauch II (Zagreb)      | 12 | 5   | 1   | 6   | 46   | 59   | 16  |
| 6. | Telekom (Zagreb)             | 12 | 3   | 2   | 7   | 43   | 65   | 11  |
| 7. | Križ (Križ)                  | 12 | 3   | 0   | 9   | 47   | 66   | 9   |

### Jug
| mj | klub                       | ut | pob | ner | por | gol+ | gol- | bod |
| -- | -------------------------- | -- | --- | --- | --- | ---- | ---- | --- |
| 1. | Torcida (Split)            | 14 | 11  | 1   | 2   | 85   | 48   | 34  |
| 2. | Frendi (Dubrovnik)         | 14 | 10  | 1   | 3   | 59   | 46   | 31  |
| 3. | Solin (Solin)              | 14 | 8   | 3   | 3   | 82   | 60   | 27  |
| 4. | Elektroprijenos (Split)    | 14 | 8   | 0   | 6   | 56   | 52   | 24  |
| 5. | Kijevo Karl Dietz (Kijevo) | 14 | 5   | 2   | 7   | 76   | 71   | 17  |
| 6. | Staševica (Staševica)      | 14 | 4   | 0   | 10  | 61   | 84   | 12  |
| 7. | Trogir (Trogir)            | 14 | 3   | 2   | 9   | 44   | 68   | 11  |
| 8. | AŠD Zlatko Celent (Split)  | 14 | 3   | 1   | 10  | 50   | 82   | 7   |

### Razigravanje za prvaka II. HMNL
| mj | klub                         | ut | pob | ner | por | gol+ | gol- | bod |                         |
| -- | ---------------------------- | -- | --- | --- | --- | ---- | ---- | --- | ----------------------- |
| 1. | Argus (Slavonski Brod)       | 3  | 2   | 1   | 0   | 11   | 4    | 7   | 1. HMNL                 |
| 2. | Torcida (Split)              | 3  | 2   | 0   | 1   | 10   | 8    | 6   | kvalifikacije za 1.HMNL |
| 3. | Renault Auto Krešo (Krapina) | 3  | 1   | 0   | 2   | 6    | 12   | 3   |                         |
| 4. | Lika Šport (Gospić)          | 3  | 0   | 1   | 2   | 9    | 12   | 1   |                         |

#### Kvalifikacije za 1. HMNL
| Torcida (Split) | 9:1, 5:2 | Sokoli (Samobor) |

## Unutrašnje poveznice
- Prva hrvatska malonogometna liga 2002./03.